# June Park
June Park est une census-designated place située dans le comté de Brevard, en Floride, aux États-Unis. Lors du recensement de 2010, elle comptait  4 094 habitants.

## Démographie
| Groupe            | June Park | Floride | États-Unis |
| ----------------- | --------- | ------- | ---------- |
| Blancs            | 92,8      | 75,0    | 72,4       |
| Métis             | 2,9       | 2,5     | 2,9        |
| Asiatiques        | 1,4       | 2,4     | 4,8        |
| Afro-Américains   | 1,2       | 16,0    | 12,6       |
| Autres            | 1,0       | 3,6     | 6,4        |
| Amérindiens       | 0,6       | 0,4     | 0,9        |
| Total             | 100       | 100     | 100        |
|                   |           |         |            |
| Latino-Américains | 5,2       | 22,5    | 17,37      |

Selon l'American Community Survey, pour la période 2011-2015, 96,19 % de la population âgée de plus de 5 ans déclare parler l'anglais à la maison, 2,02 % déclare parler l'espagnol et 0,92 % une autre langue.
| 2000  | 2010  | - | - | - | - |
| ----- | ----- | - | - | - | - |
| 1 736 | 4 094 | - | - | - | - |

## Source
- (en) Cet article est partiellement ou en totalité issu de l’article de Wikipédia en anglais intitulé « June Park, Florida » (voir la liste des auteurs).